# José Luis Martí
José Luis Martí Soler (ur. 24 kwietnia 1975 w Palma de Mallorca) – hiszpański piłkarz występujący na pozycji pomocnika. Od 2020 roku trener klubu CD Leganés.

## Kariera
Martí przyszedł na świat w Palma de Mallorca. Tam też stawiał swoje pierwsze kroki w miejscowym klubie. W latach 1994–1999 grał dla RCD Mallorca B, skąd trafił i występował sezon dla drużyny seniorskiej. Popularny Martí dostał szansę zagrania jedynie w jednym meczu i nie zdobył żadnej bramki. Cudem wręcz został pozyskany przez CD Tenerife, w którym grając trzy sezony, wystąpił w trzydziestu pięciu spotkaniach, ale pierwszej bramki w La Liga jeszcze się nie doczekał. Od 2003 roku do 2008 roku był graczem Sevilli. Z ową drużyną dokonał nie jednych wyczynów, czego dowodem jest dwukrotne zdobycie Pucharu UEFA oraz Superpucharu Europy. Po odejściu z Sevilli wrócił do Mallorki. W 2015 roku zakończył karierę.
W 2020 roku został trenerem klubu CD Leganés.